# الأزمة الاقتصادية في فنزويلا من 2013 حتى الآن

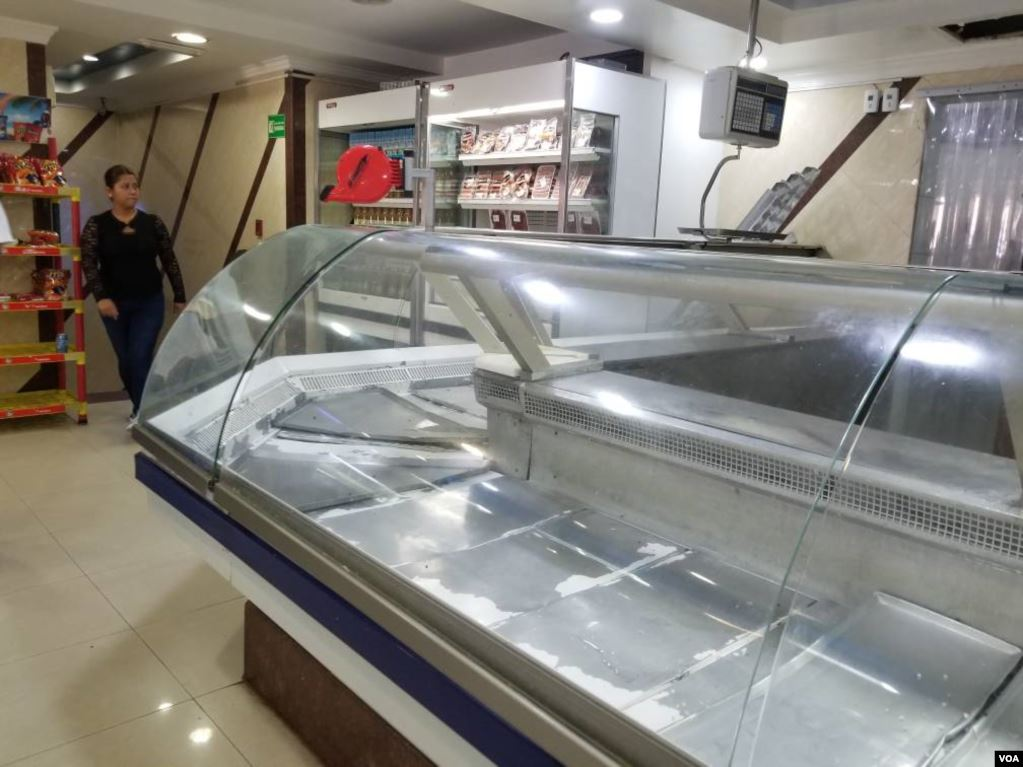

تشير الأزمة الاقتصادية الفنزويلية  إلى التدهور الذي بدأ يُلاحظ في مؤشرات الاقتصاد الكلي الرئيسية منذ عام 2012، والذي استمرت عواقبه، ليس فقط على الصعيد الاقتصادي ولكن أيضًا على الصعيدين السياسي والاجتماعي. وصف تقرير صندوق النقد الدولي الصادر في أبريل 2019 فنزويلا بأنها في «اقتصاد الحرب». للعام الخامس على التوالي، صنفت بلومبرغ فنزويلا في مؤشر معدلات البطالة والتضخم في عام 2019.

## الأصول
يعتمد اقتصاد فنزويلا إلى حد كبير على قطاعي النفط والتصنيع، وكان في حالة انهيار اقتصادي كامل منذ منتصف العقد الماضي. في عام 2014، بلغ إجمالي التجارة 48.1% من الناتج المحلي الإجمالي للبلاد. شكلت الصادرات 16.7% من الناتج المحلي الإجمالي، وشكلت المنتجات البترولية حوالي 95% من تلك الصادرات. فنزويلا هي سادس أكبر عضو في منظمة أوبك من حيث إنتاج النفط. منذ عشرينيات القرن العشرين، أصبحت فنزويلا دولة ريعية، تقدّم النفط كتصدير رئيسي لها. من خمسينيات القرن العشرين وحتى أوائل الثمانينيات، شهد الاقتصاد الفنزويلي نمواً مطرداً اجتذب العديد من المهاجرين، مع تمتع البلاد بأعلى مستويات المعيشة في أمريكا اللاتينية. خلال انهيار أسعار النفط في الثمانينيات من القرن العشرين، انكمش الاقتصاد، بدأت قيمة العملة تنخفض تدريجياً وارتفعت معدلات التضخم لتصل إلى ذروتها بنسبة 84% في عام 1989 ثم 99% في عام 1996، قبل ثلاث سنوات من تولي هوجو شافيز منصبه. شهدت البلاد تضخمًا مفرطًا منذ عام 2015، متجاوزاً انهيار أسعار النفط في تسعينيات القرن العشرين.
تصنع فنزويلا وتصدر منتجات الصناعة الثقيلة مثل الصلب والألمنيوم والأسمنت. يتركز الإنتاج حول سيوداد غويانا، بالقرب من سد غوري، أحد أكبر السدود في العالم وهو الذي يزود فنزويلا بنحو ثلاثة أرباع الطاقة الكهربائية. تشمل الصناعات البارزة الأخرى الإلكترونيات والسيارات وكذلك المشروبات والمواد الغذائية. تمثل الزراعة في فنزويلا نحو 4.7% من الناتج المحلي الإجمالي، و7.3% من القوى العاملة وما لا يقل عن ربع مساحة أراضي فنزويلا. تصدر فنزويلا الأرز والذرة والأسماك والفواكه الاستوائية وبن القهوة ولحم الخنزير والبقر. لا تُعد البلاد مكتفية ذاتيًا في معظم مجالات الزراعة.
على الرغم من توتر العلاقات بين البلدين، كانت الولايات المتحدة أهم شريك تجاري لفنزويلا. شملت الصادرات الأمريكية إلى فنزويلا الآلات والمنتجات الزراعية والأدوات الطبية والسيارات. فنزويلا هي واحدة من أكبر أربعة موردين للنفط الأجنبي إلى الولايات المتحدة. يوجد نحو 500 شركة أمريكية ممثلة في فنزويلا. وفقًا لبنك فنزويلا المركزي، تلقت الحكومة في الفترة ما بين عامي 1998 و2008، نحو 325 مليار دولار أمريكي من خلال إنتاج النفط وتصديره بشكل عام. وفقًا للوكالة الدولية للطاقة (اعتبارًا من أغسطس 2015)، إن إنتاج 2.4 مليون برميل يوميًا كان يزود الولايات المتحدة بنحو 500 ألف برميل.
منذ أن قامت الثورة البوليفارية بنصف تفكيك بشركتها العملاقة للنفط شركة النفط الوطنية الفنزويلية (PDVSA) في عام 2002 من خلال طرد معظم رأس المال البشري المهني القوي المنشق البالغ 20000 شخص وفرض ضوابط صارمة على العملة في عام 2003 في محاولة لمنع هروب رؤوس الأموال، حدث انخفاض مطرد في إنتاج النفط وصادراته وسلسلة من التخفيضات الحادة في قيمة العملات، ما أدى إلى تعطيل الاقتصاد. علاوة على ذلك، فإن ضوابط الأسعار ومصادرة العديد من الأراضي الزراعية والصناعات المختلفة، من بين سياسات حكومية أخرى متنازع عليها بما في ذلك التجميد شبه التام لأي وصول إلى العملات الأجنبية بأسعار صرف «رسمية» معقولة، أدى إلى نقص حاد في فنزويلا وارتفاع حاد في الأسعار لجميع السلع الشائعة، بما في ذلك الغذاء والماء والمنتجات المنزلية وقطع الغيار والأدوات واللوازم الطبية؛ وإجبار العديد من الشركات المصنعة إما على خفض الإنتاج أو الإغلاق، مع تخلي العديد منها عن البلاد في النهاية كما كان الحال مع العديد من الشركات التكنولوجية ومعظم صناع السيارات. في عام 2015، بلغ معدل التضخم في فنزويلا أكثر من 100%، وهو أعلى معدل في العالم والأعلى في تاريخ البلاد في ذلك الوقت. وفقًا لمصادر مستقلة، ارتفع المعدل إلى 80,000% في نهاية عام 2018 مع تصاعد معدل التضخم في فنزويلا، بينما كان معدل الفقر حوالي 90% من السكان. في 14 نوفمبر 2017، أعلنت وكالات التصنيف الائتماني أن فنزويلا تعجز عن سداد ديونها، حيث صنفت وكالة ستاندرد آند بورز فنزويلا بأنها في حالة «عجز انتقائي».
أظهر أصل هذا الانهيار الاقتصادي، الذي تم تأطيره في سياق الركود الكبير، بعد سنوات من تحسين استخراج المواد الهيدروكربونية غير التقليدية في الولايات المتحدة، ظاهرة اقتصادية كلية ذات أهمية كبيرة للمنطقة. أدى التباطؤ في الصين، والزيادة المطردة في إنتاج النفط، والطلب المستقر إلى وجود فائض من النفط الخام الذي تسبب في انخفاض أسعار النفط الخام المرجعي، خام غرب تكساس الوسيط (دبليو تي آي)، وخام برنت، في عام 2014 من 100 دولار للبرميل إلى 50 دولارًا للبرميل، الأمر الذي أدى إلى تغييرات غير مواتية في اقتصاد فنزويلا.
نظراً لارتفاع احتياطيات النفط، والافتقار إلى سياسات الملكية الخاصة وانخفاض التحويلات المالية، فإن 90% من عائدات فنزويلا كانت تأتي من النفط ومشتقاته بحلول عام 2012. ومع هبوط أسعار النفط في أوائل عام 2015، واجهت البلاد هبوطًا حادًا في عائدات العملة الأميركية إلى جانب السلع.
بالإضافة إلى ذلك، لم تقم الحكومة بتغييرات في السياسة العامة للتكيف مع انخفاض سعر النفط. في أوائل عام 2016، ذكرت صحيفة واشنطن بوست أن السعر الرسمي للنفط الحكومي أقل من 0.10 دولار أمريكي للغالون الواحد، وتقدر السوق السوداء قيمة الدولار بـ 150 ضعف ما يقدره سعر صرف العملة الرسمي للدولة.

## الأعمال والصناعة
في عام 2013، احتلت فنزويلا المرتبة الأولى على مستوى العالم بتسجيلها أعلى درجة مؤشر لمعدلات البطالة والتضخم.
غادر عدد من الشركات الأجنبية البلاد، غالبًا بسبب الخلافات مع الحكومة الاشتراكية، بما في ذلك سمورفيت كاببا، وكلوركس، وكمبرلي كلارك، وجنرال ميلز؛ وأدت حالات الانحسار إلى تفاقم البطالة والعجز.
تواجه شركات الطيران المحلية صعوبات بسبب التضخم المفرط ونقص قطع الغيار، وقد غادرت العديد من شركات الطيران الدولية البلاد. بما في ذلك آيرو مكسيكو، والخطوط الجوية الكندية، وأفيانكا (كولومبيا)، والدلتا، ولوفتهانزا، ما جعل السفر إلى البلاد صعباً. وفقًا لاتحاد النقل الجوي الدولي (آي إيه تي إيه)، لم تدفع حكومة فنزويلا 3.8 مليار دولار أمريكي لشركات الطيران الدولية في مشكلة عملات تنطوي على تحويل العملة المحلية إلى الدولار الأمريكي. غادرت شركات الطيران لأسباب أخرى، منها الجرائم ضد أطقم الرحلات، والأمتعة المسروقة، ومشاكل في جودة وقود الطائرات وصيانة المدارج. غادرت الخطوط الجوية الأمريكية، وهي آخر شركة طيران أمريكية تخدم فنزويلا، في 15 مارس 2019، بعد أن رفض طياروها السفر إلى فنزويلا، مشيرين إلى مشكلات تتعلق بالسلامة.
بدأت شركة طيران ماهان الإيرانية (المدرجة ضمن القائمة السوداء للولايات المتحدة منذ عام 2011) رحلات جوية مباشرة إلى كراكاس في أبريل 2019، «مما يدل على وجود علاقة متنامية بين البلدين» وفقًا لما ذكرته فوكس نيوز.